# 圣克里斯蒂达马尼亚克
圣克里斯蒂-达马尼亚克（法語：Sainte-Christie-d'Armagnac，法語發音：[sɛ̃t kʁisti daʁmaɲak]，意为“阿马尼亚克的圣克里斯蒂”）是法国热尔省的一个市镇，属于孔东区。

## 地理
圣克里斯蒂-达马尼亚克（43°47'5"N, 0°0'31"W）面积22.5 平方千米，位于法国奧克西塔尼大區热尔省，该省份为法国西南部内陆省份，北起顺时针与洛特-加龙省、塔恩-加龙省、上加龙省、上比利牛斯省、大西洋比利牛斯省和朗德省接壤。
与圣克里斯蒂-达马尼亚克接壤的市镇（或旧市镇、城区）包括：布鲁扬、科佩讷达马尼亚克、克拉旺塞尔、卢贝达、芒谢、诺加罗、萨勒达马尼亚克。
圣克里斯蒂-达马尼亚克的时区为UTC+01:00、UTC+02:00（夏令时）。

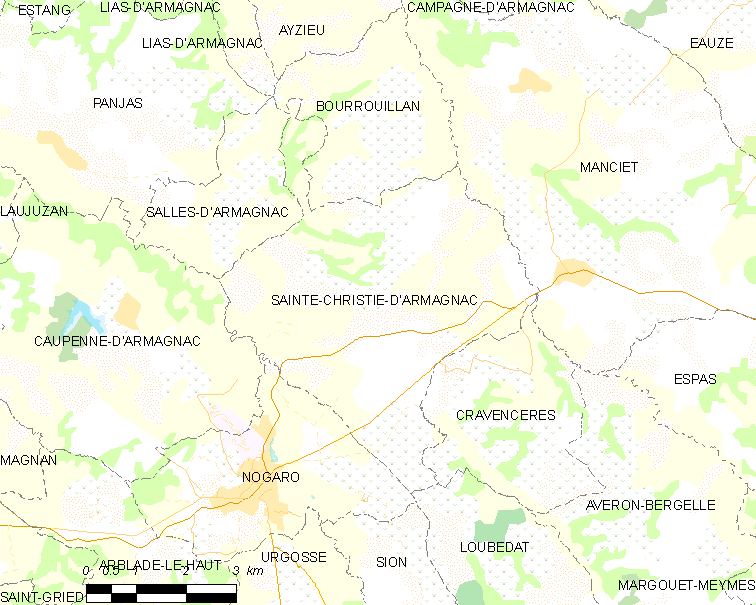
圣克里斯蒂-达马尼亚克的OSM定位图

## 行政
圣克里斯蒂-达马尼亚克的邮政编码为32370，INSEE市镇编码为32369。

## 政治
圣克里斯蒂-达马尼亚克所属的省级选区为大下阿马尼亚克县。

## 人口
圣克里斯蒂-达马尼亚克于2022年1月1日时的人口数量为379人。

1962-2008年间圣克里斯蒂-达马尼亚克人口变化图示